# Amanuel Ghebreigzabhier
Amanuel Ghebreigzabhier Egerzeigzaarhka Werkilul (født 17. august 1994 i Addis Ababa) er en cykelrytter fra Eritrea, der kører for Lidl-Trek.